# Fida'i
Fida'i (em árabe: فدائي, translit. Fidāʾī, lit. 'Guerreiro Fedayin') é o hino nacional do Estado da Palestina.
Foi adotado pela Organização para a Libertação da Palestina em 1972, antes da Declaração de Independência de 1988, e pelo Conselho Nacional Palestino em 1996, sendo ratificado em 2005. Said Al Muzayin (também conhecido como Fata Al Thawra) o escreveu em 1965, e o maestro egípcio Ali Ismael compôs sua música, sendo conhecido então como "Hino da Revolução Palestina".
Anteriormente, desde 1936, Mawtini (em árabe: موطني, translit. Mawṭinī, lit. 'Minha pátria'), atual hino do Iraque, era utilizado extraoficialmente como hino palestino.
Na letra da canção, alguns dos versos por vezes cantado como "Fida'i", e outras vezes como "Biladi" (em árabe: بلادي, translit. belâdi, lit. 'Meu país').